# Quai de la Mégisserie
Quai de la Mégisserie är en gata i Quartier Saint-Germain-l'Auxerrois i Paris första arrondissement. Gatan är uppkallad efter de alungarvare (franska mégissiers), vilka tidigare arbetade i området. Quai de la Mégisserie börjar vid Pont au Change och Place du Châtelet 1 och slutar vid Pont Neuf och Rue du Pont-Neuf 2.

## Bilder
| - Gatuskylt. - Quai de la Mégisserie. |

## Omgivningar
- Saint-Germain-l'Auxerrois
- Rue Saint-Germain-l'Auxerrois
- Sainte-Chapelle
- Louvren
- Tuilerierna
- Rue des Deux-Boules
- Rue des Lavandières-Sainte-Opportune
- Rue Bertin-Poirée
- Quai des Orfèvres
- Rue des Bourdonnais

## Kommunikationer
- Tunnelbana – linje  – Pont Neuf
- Busshållplats Pont-Neuf – Quai du Louvre – Paris bussnät

### Webbkällor
- ”Quai de la Mégisserie”. Mairie de Paris. https://web.archive.org/web/20160303185407/http://www.v2asp.paris.fr/commun/v2asp/v2/nomenclature_voies/Voieactu/6164.nom.htm. Läst 22 mars 2023.
- ”Quai de la Mégisserie”. Les rues de Paris. https://web.archive.org/web/20200110132007/http://www.parisrues.com/rues01/paris-01-quai-de-la-megisserie.html. Läst 22 mars 2023.